# Convent de la Mercè de València
El Reial Convent de la Mercè de València va ser un convent de l'Ordre Mercedària a València, fundat el 1238 i enderrocat el 1840.
Es va edificar en uns terrenys cedits per Jaume I a Pere Nolasc, fundador de l'Ordre de la Mercè, en l'espai extramurs que ocupava una mesquita al costat de la porta de Boatella, en les actuals illes de cases situaades entre les places de la Mercè i del Mercat. El 1649 s'hi van dur a terme reformes i una important ampliació.
El convent va ser suprimit amb les lleis de desamortització i l'any 1840 va ser enderrocat. Se'n van salvar la capella de Sant Joan del Laterà i el sepulcre de fra Felip de Guimerà, que van ser traslladats al Museu de Belles Arts.